# Walter Payton Man of the Year Award
Der Walter Payton Man of the Year Award wird jährlich durch die National Football League (NFL) vergeben. Geehrt werden die American-Football-Spieler, die sich durch gute Leistungen auf dem Spielfeld verbunden mit hohem sozialem Engagement außerhalb des Stadions besonders hervorgetan haben.

## Entstehung
Der Preis wurde 1970 etabliert. Er hieß zunächst NFL Man of the Year Award und wurde 1999 nach dem Tod von Walter Payton, der als Runningback bei den Chicago Bears aktiv war, umbenannt. Damit sollte an die Leistungen, die Walter Payton auf und außerhalb der Arena gezeigt hatte, erinnert werden. Payton, Mitglied in der Pro Football Hall of Fame, litt an Primär sklerosierende Cholangitis und starb im Alter von 45 Jahren.

## Wahl und Preis
Der Sieger wird durch die Mitglieder eines dreizehnköpfigen Ausschusses gewählt, in welchem sich neben dem aktuellen Geschäftsführer der NFL, die Witwe von Walter Payton, der Gewinner des Vorjahres und eine Anzahl von ehemaligen Spielern befindet.
Alle 32 Mannschaften der NFL haben die Möglichkeit einen Spieler zu benennen, der sich im Laufe der Saison als geeigneter Kandidat für die Wahl herausgestellt hat. Jeder nominierte Spieler erhält ein Preisgeld in Höhe von 50.000 US-Dollar an seine Stiftung, sowie weitere 50.000 US-Dollar an das Character Playbook seines Teams. Im Januar werden dann drei Finalisten gewählt, welche statt 2× 50.000 2× 100.000 Dollar erhalten. Der Gewinner wird am Tag vor dem Super Bowl gekürt und erhält 500.000 Dollar (2× 250.000 Dollar). In den Jahren 2000, 2006 und 2016 musste das Preisgeld geteilt werden, da es jeweils zwei Gewinner gab.

## Gewinner

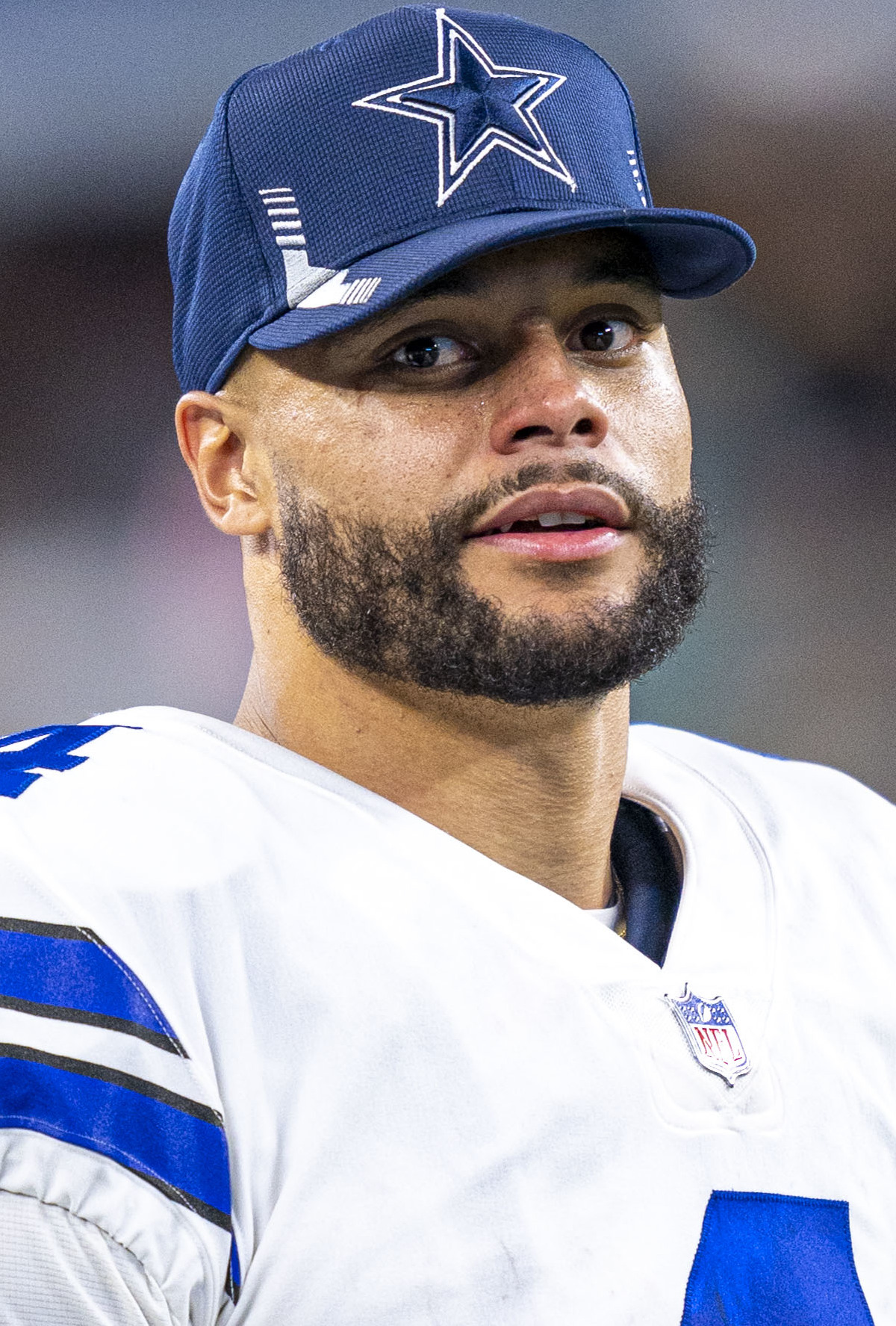
Dak Prescott

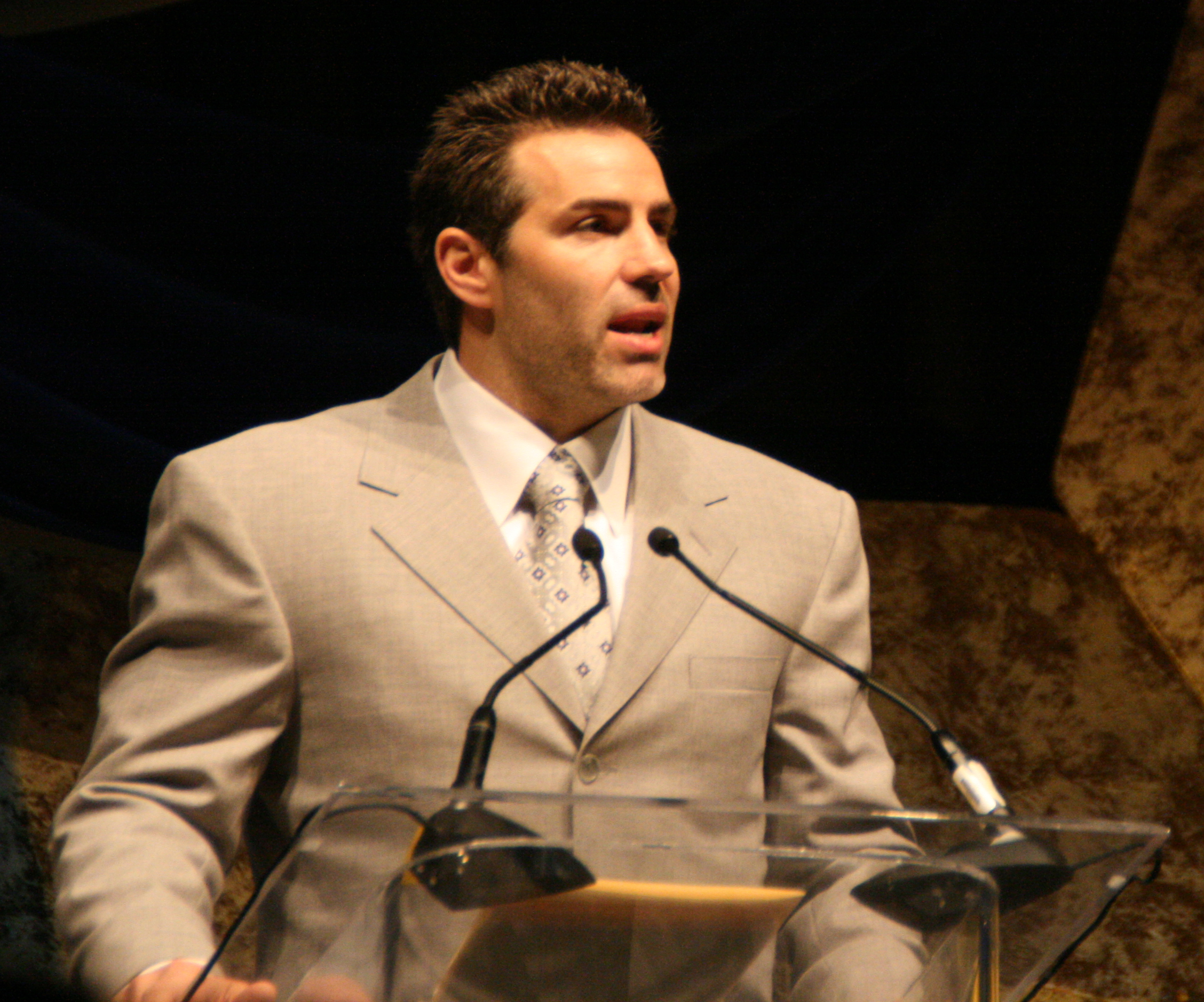
Kurt Warner

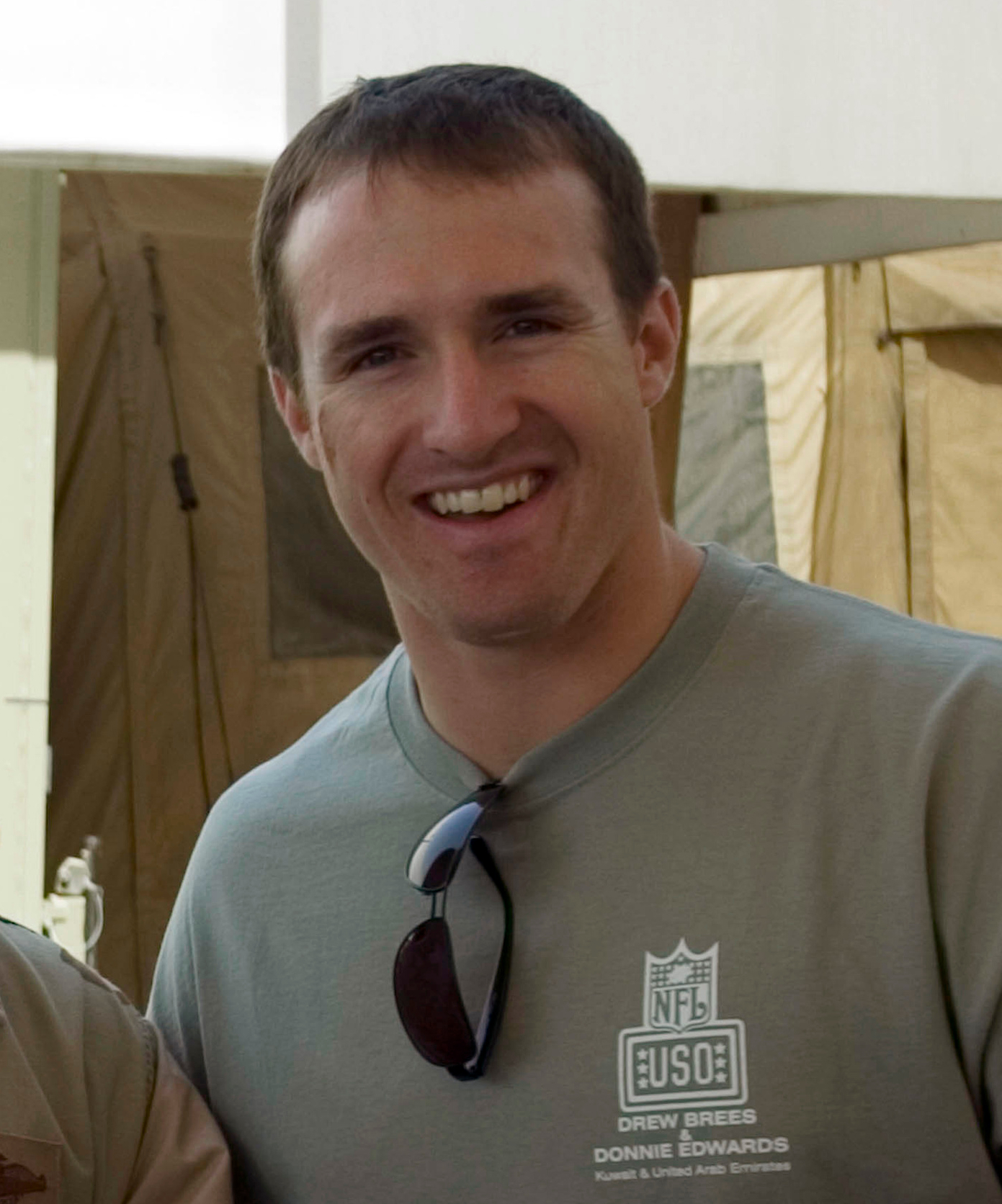
Drew Brees

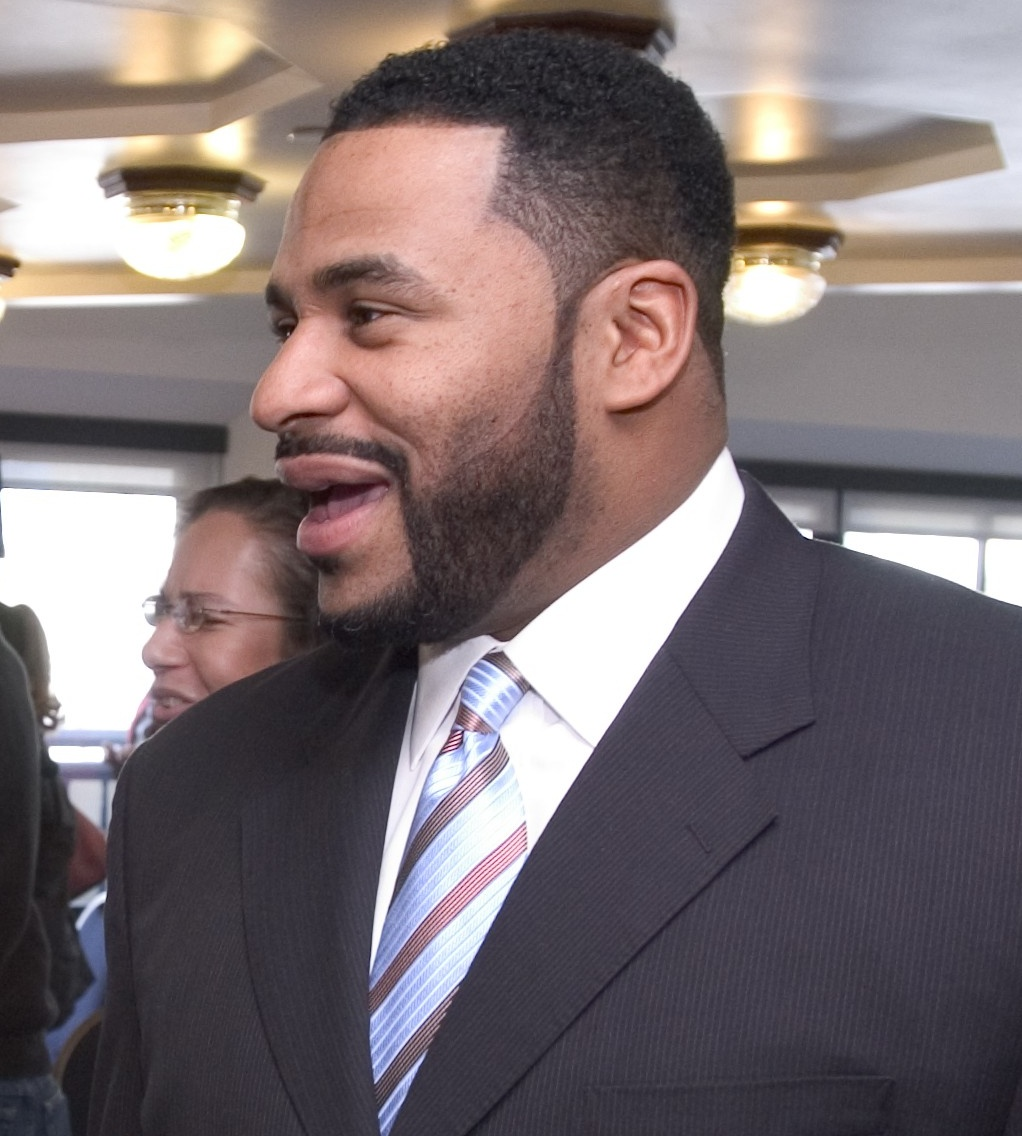
Jerome Bettis

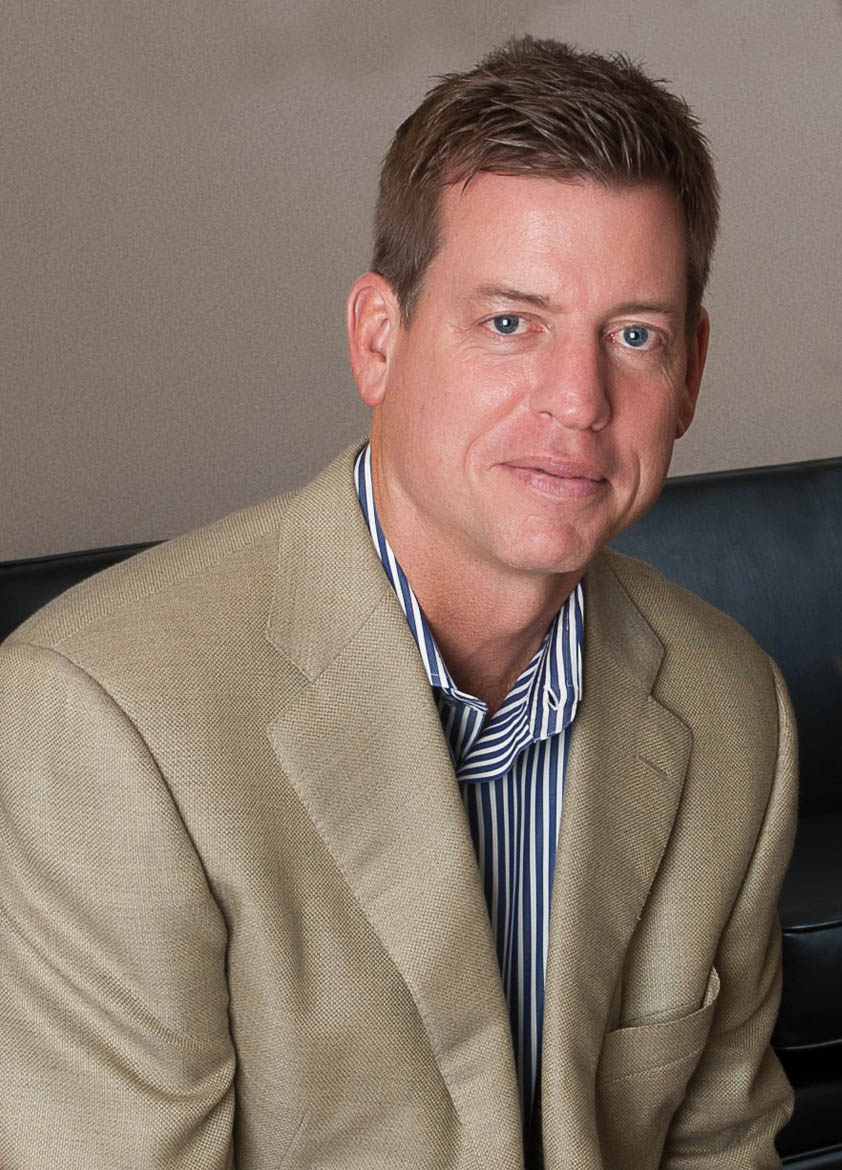
Troy Aikman

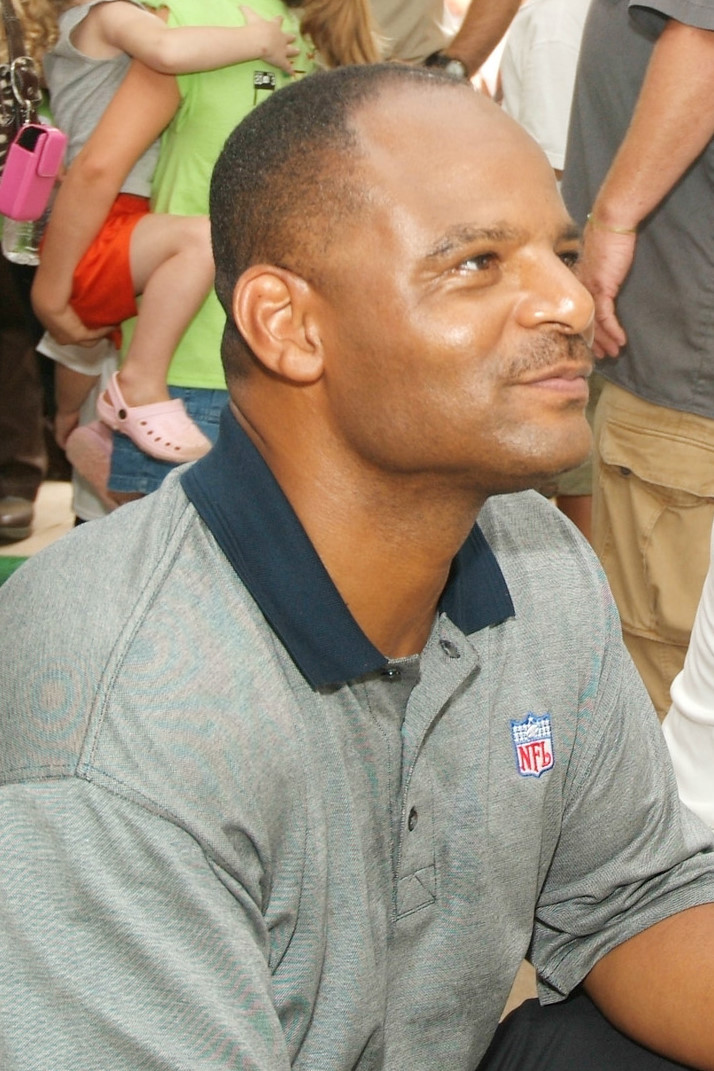
Warren Moon

| Jahr | Spielername                    | Position                  | Team                                  |
| ---- | ------------------------------ | ------------------------- | ------------------------------------- |
| 2024 | Arik Armstead                  | Defensive End             | Jacksonville Jaguars                  |
| 2023 | Cameron Heyward                | Defensive End             | Pittsburgh Steelers                   |
| 2022 | Dak Prescott                   | Quarterback               | Dallas Cowboys                        |
| 2021 | Andrew Whitworth               | Offensive Tackle          | Los Angeles Rams                      |
| 2020 | Russell Wilson                 | Quarterback               | Seattle Seahawks                      |
| 2019 | Calais Campbell                | Defensive End             | Jacksonville Jaguars                  |
| 2018 | Chris Long                     | Defensive End             | Philadelphia Eagles                   |
| 2017 | J. J. Watt                     | Defensive End             | Houston Texans                        |
| 2016 | Larry Fitzgerald Eli Manning   | Wide Receiver Quarterback | Arizona Cardinals New York Giants     |
| 2015 | Anquan Boldin                  | Wide Receiver             | San Francisco 49ers                   |
| 2014 | Thomas Davis                   | Linebacker                | Carolina Panthers                     |
| 2013 | Charles Tillman                | Cornerback                | Chicago Bears                         |
| 2012 | Jason Witten                   | Tight End                 | Dallas Cowboys                        |
| 2011 | Matt Birk                      | Center                    | Baltimore Ravens                      |
| 2010 | Madieu Williams                | Safety                    | Minnesota Vikings                     |
| 2009 | Brian Waters                   | Guard                     | Kansas City Chiefs                    |
| 2008 | Kurt Warner                    | Quarterback               | Arizona Cardinals                     |
| 2007 | Jason Taylor                   | Defensive End             | Miami Dolphins                        |
| 2006 | Drew Brees LaDainian Tomlinson | Quarterback Runningback   | New Orleans Saints San Diego Chargers |
| 2005 | Peyton Manning                 | Quarterback               | Indianapolis Colts                    |
| 2004 | Warrick Dunn                   | Runningback               | Atlanta Falcons                       |
| 2003 | Will Shields                   | Guard                     | Kansas City Chiefs                    |
| 2002 | Troy Vincent                   | Cornerback                | Philadelphia Eagles                   |
| 2001 | Jerome Bettis                  | Runningback               | Pittsburgh Steelers                   |
| 2000 | Derrick Brooks Jim Flanigan    | Linebacker Defensive Line | Tampa Bay Buccaneers Chicago Bears    |
| 1999 | Cris Carter                    | Wide Receiver             | Minnesota Vikings                     |
| 1998 | Dan Marino                     | Quarterback               | Miami Dolphins                        |
| 1997 | Troy Aikman                    | Quarterback               | Dallas Cowboys                        |
| 1996 | Darrell Green                  | Cornerback                | Washington Redskins                   |
| 1995 | Boomer Esiason                 | Quarterback               | New York Jets                         |
| 1994 | Junior Seau                    | Linebacker                | San Diego Chargers                    |
| 1993 | Derrick Thomas                 | Linebacker                | Kansas City Chiefs                    |
| 1992 | John Elway                     | Quarterback               | Denver Broncos                        |
| 1991 | Anthony Muñoz                  | Offensive Tackle          | Cincinnati Bengals                    |
| 1990 | Mike Singletary                | Linebacker                | Chicago Bears                         |
| 1989 | Warren Moon                    | Quarterback               | Houston Oilers                        |
| 1988 | Steve Largent                  | Wide Receiver             | Seattle Seahawks                      |
| 1987 | Dave Duerson                   | Safety                    | Chicago Bears                         |
| 1986 | Reggie Williams                | Linebacker                | Cincinnati Bengals                    |
| 1985 | Dwight Stephenson              | Center                    | Miami Dolphins                        |
| 1984 | Marty Lyons                    | Defensive Tackle          | New York Jets                         |
| 1983 | Rolf Benirschke                | Placekicker               | San Diego Chargers                    |
| 1982 | Joe Theismann                  | Quarterback               | Washington Redskins                   |
| 1981 | Lynn Swann                     | Wide Receiver             | Pittsburgh Steelers                   |
| 1980 | Harold Carmichael              | Wide Receiver             | Philadelphia Eagles                   |
| 1979 | Joe Greene                     | Defensive Tackle          | Pittsburgh Steelers                   |
| 1978 | Roger Staubach                 | Quarterback               | Dallas Cowboys                        |
| 1977 | Walter Payton                  | Runningback               | Chicago Bears                         |
| 1976 | Franco Harris                  | Runningback               | Pittsburgh Steelers                   |
| 1975 | Ken Anderson                   | Quarterback               | Cincinnati Bengals                    |
| 1974 | George Blanda                  | Quarterback               | Oakland Raiders                       |
| 1973 | Len Dawson                     | Quarterback               | Kansas City Chiefs                    |
| 1972 | Willie Lanier                  | Linebacker                | Kansas City Chiefs                    |
| 1971 | John Hadl                      | Quarterback               | San Diego Chargers                    |
| 1970 | Johnny Unitas                  | Quarterback               | Baltimore Colts                       |